# Pleter 91
Pleter 91 — хорватский пистолет-пулемёт кустарного производства, собиравшийся в городе Плетерница. Активно использовался в годы войны в Хорватии, а также некоторое время и в Косовской войне.

## Предыстория
Хорватские воинские формирования в начале югославских войн испытывали острый дефицит стрелкового оружия и бронетехники, вследствие чего им пришлось собирать некоторые образцы вручную. С 1991 года в городах Загреб, Риека, Славонски-Брод, Карловац, Гарешница, Озаль, Плетерница и Турополье началось кустарное производство огнестрельного оружия (особенно пистолетов). Пистолет-пулемёт Pleter 91 производился в Плетернице на заводе Oroplet: это был своеобразный симбиоз британского STEN и бельгийского Vigneron M2. Точное количество произведённого оружия до сих пор не установлено.

## Описание
Внешний вид по большей части взят с французского Vigneron M2. Предпочтителен для боя на ближней дистанции (до 100 м). Масса оружия — 3,15 кг в пустом виде и 3,55 кг с полным магазином. Максимальная длина с раздвинутым прикладом: 710 мм (приклад частично заимствован у американского M3). Магазины на 32 патрона от израильского Uzi (калибр 9 мм) без изменений. Скорость при стрельбе: до 390 м/с. Возможен исключительно непрерывный огонь. Затвор открытого типа по типу британского STEN. Возможна установка глушителя.

## Использование
Основное своё применение Pleter 91 нашёл в дни войны в Хорватии как в составе вооружённых сил Хорватии, так и в вооружённых формированиях (Хорватский совет обороны, Национальная гвардия Хорватии). Уже затем после войны почти все такие пистолеты-пулемёты были сняты с вооружения: стране удалось закупить необходимое оружие. Часть оружия была передана в руки МВД Хорватии в рамках акции «Прощай, оружие» (хорв. Zbogom oružje) и разобрана на запчасти, часть была подарена музеям и стала экспонатами. Тем не менее, сербы, захватившие трофейное оружие, использовали его во время Косовской войны.